# Sean Pertwee
Sean Carl Roland Pertwee (Londra, 4 giugno 1964) è un attore britannico.

## Biografia
Figlio dell'attore Jon Pertwee, è sposato dal 1999 con Jacqui Hamilton-Smith, da cui ha avuto due gemelli, Alfred e Gilbert. Quest'ultimo però è deceduto dopo quattro giorni, a causa della loro nascita prematura di quattro mesi.
È noto al grande pubblico per l'interpretazione di Alfred Pennyworth, maggiordomo di Bruce Wayne, nella serie TV Gotham.

## Filmografia

### Attore

#### Cinema
- Prick Up - l'importanza di essere Joe (Prick Up Your Ears), regia di Stephen Frears (1987)
- Coping with Cupid, regia di Viv Albertine (1991) (cortometraggio)
- Londra mi fa morire (London Kills Me), regia di Hanif Kureishi (1991)
- Leon the Pig Farmer, regia di Vadim Jean e Gary Sinyor (1992)
- Dirty weekend, sporco weekend (Dirty Weekend), regia di Michael Winner (1993)
- Swing Kids - Giovani ribelli (Swing Kids), regia di Thomas Carter (1993)
- Shopping, regia di Paul W. S. Anderson (1994)
- Blue Juice, regia di Carl Prechezer (1995)
- Hooligans (I.D.), regia di Philip Davis (1995)
- Punto di non ritorno (Event Horizon), regia di Paul W. S. Anderson (1997)
- Soldier, regia di Paul W. S. Anderson (1998)
- Talos - L'ombra del faraone (Tale of the mummy), regia di Russell Mulcahy (1998)
- Stiff Upper Lips, regia di Gary Sinyor (1998)
- Five Seconds to Spare, regia di Tom Connolly (2000)
- Ama, onora & obbedisci (Love, Honour and Obey), regia di Dominic Anciano e Ray Burdis (2000)
- 7 giorni di vita (Seven Days to Live), regia di Sebastian Niemann (2000)
- Codice 51 (The 51st State), regia di Ronny Yu (2001)
- Equilibrium, regia di Kurt Wimmer (2002)
- Dog Soldiers, regia di Neil Marshall (2002)
- Goal!, regia di Danny Cannon (2005)
- The Adventures of Greyfriars Bobby, regia di John Henderson (2005)
- La profezia - Il libro non scritto (The Prophecy: Uprising), regia di Joel Soisson (2005)
- The Plan (The Last Drop), regia di Colin Teague (2005)
- Renaissance, regia di Christian Volckman (2006) (voce)
- Wilderness, regia di Michael J. Bassett (2006)
- Dangerous Parking, regia di Peter Howitt (2007)
- Goal II - Vivere un sogno (Goal! 2: Living the Dream), regia di Jaume Collet-Serra (2007)
- Botched - Paura e delirio a Mosca (Botched), regia di Kit Ryan (2007)
- Doomsday - Il giorno del giudizio (Doomsday), regia di Neil Marshall (2008)
- Mutant Chronicles, regia di Simon Hunter (2008)
- 4.3.2.1., regia di Noel Clarke e Mark Davis (2010)
- Just for the Record, regia di Steven Lawson (2010)
- Ultramarines: A Warhammer 40,000 Movie, regia di Martyn Pick (2010)
- Devil's Playground, regia di Mark McQueen (2010)
- Four, regia di John Langridge (2011)
- Wild Bill, regia di Dexter Fletcher (2011)
- The Seasoning House, regia di Paul Hyett (2012)
- Vuosaari, regia di Aku Louhimies (2012)
- St Georges Day, regia di Frank Harper (2012)
- U.F.O., regia di Dominic Burns (2012)
- Alan Partridge: Alpha Papa, regia di Declan Lowney (2013)
- Howl, regia di Paul Hyett (2015)
- The Reckoning, regia di Neil Marshall (2020)
- The Ceremony - Invito mortale (The Invitation), regia di Jessica M. Thompson (2022)

#### Televisione
- Casualty – serie TV, episodio 4x01 (1989)
- Chancer – serie TV, 8 episodi (1990)
- Harry Enfield's Television Programme – serie TV, episodi 1x01-1x02 (1990)
- Cluedo – serie TV, episodio 1x07 (1990)
- Clarissa (Clarissa Explains It All) – serie TV, 8 episodi (1991)
- Virtual Murder – serie TV, episodio 1x06 (1992)
- Le avventure del giovane Indiana Jones (The Young Indiana Jones Chronicles) – serie TV, episodio 2x03 (1992)
- Ruth Rendell Mysteries – serie TV, episodi 6x08-6x09 (1992)
- Boon – serie TV, episodio 7x12 (1992)
- Peak Practice – serie TV, episodio 1x06 (1993)
- Cadfael - I misteri dell'abbazia (Cadfael) – serie TV, 4 episodi (1994)
- Jack Frost (A Touch of Frost) – serie TV, episodio 3x02 (1995)
- Bodyguards – serie TV, 7 episodi (1996-1997)
- Macbeth – film TV (1998)
- Operation Good Guys – serie TV, episodio 3x04 (2000)
- In the Beginning - In principio era (In the Beginning) – miniserie TV (2000)
- Giulio Cesare (Julius Caesar) – miniserie TV (2002)
- Cold Feet – serie TV, 6 episodi (2001-2003)
- Waking the Dead – serie TV, episodi 3x01-3x02 (2003)
- Bo' Selecta! – serie TV, episodio 3x05 (2004) (se stesso)
- A Bear's Tail – serie TV (2005)
- Miss Marple (Agatha Christie's Marple) – serie TV, episodio 2x02 (2006)
- Roma - Nascita e caduta di un impero (Ancient Rome: The Rise and Fall of an Empire) – miniserie TV, episodio 2 (2006)
- I Tudors (The Tudors) – serie TV, episodio 1x01 (2007)
- Honest – serie TV, 6 episodi (2008)
- Skins – serie TV, episodio 2x06 (2008)
- Law & Order: UK – serie TV, episodio 1x03 (2009)
- Luther – serie TV, episodio 1x02 (2010)
- Camelot – serie TV, episodi 1x01-1x02-1x06 (2011)
- Poirot (Agatha Christie's Poirot) – serie TV, episodi 1x09-13x03 (1989-2013)
- Delitti in Paradiso (Death in Paradise) – serie TV, episodio 2x08 (2013)
- The Five(ish) Doctors Reboot – film TV (2013)
- Jo – serie TV, 6 episodi (2013)
- Elementary – serie TV, episodi 2x01-2x16-2x17 (2013)
- The Musketeers – serie TV, episodio 1x10 (2014)
- Gotham – serie TV, 100 episodi (2014-2019)
- Prodigal Son – serie TV, episodio 1x10 (2019)
- Un cavallo per la strega (The Pale Horse) – miniserie TV, 2 puntate (2020)
- Two Weeks to Live – miniserie TV, 3 puntate (2020)
- You – serie TV, 3 episodi (2023)

### Doppiatore

#### Videogiochi
- The Gene Machine (1996)
- Medieval: Total War (2002)
- Primal (2003)
- Warhammer 40,000: Fire Warrior (2003)
- Gladiator: Sword of Vengeance (2003)
- Killzone (2004)
- Fable II (2008)
- Killzone 2 (2009)
- Fable III (2010)
- PlayStation All-Stars Battle Royale (2012)
- Assassin's Creed IV: Black Flag (2013)

## Doppiatori italiani
Nelle versioni in italiano delle opere in cui ha recitato, Sean Pertwee è stato doppiato da:
- Paolo Marchese in Doomsday - Il giorno del giudizio, The Seasoning House, Agatha Christie's Poirot, Prodigal Son, Un cavallo per la strega
- Pasquale Anselmo in Hooligans, Shopping, Elementary
- Stefano De Sando in Swing Kids - Giovani ribelli
- Francesco Pannofino in Punto di non ritorno
- Renzo Stacchi in Talos - L'ombra del faraone
- Massimo Corvo in Codice 51
- Sergio Di Stefano in Equilibrium
- Saverio Indrio in Dog Soldiers
- Fabrizio Temperini in Goal!
- Stefano Mondini in Mutant Chronicles
- Luca Biagini in Gotham
- Saverio Moriones in Camelot
- Fabrizio Pucci in Law & Order UK
- Luigi La Monica in Botched - Paura e delirio a Mosca
- Paolo Gasparini in You

Da doppiatore è stato sostituito da:
- Riccardo Rovatti in Primal, Killzone, Killzone 2, PlayStation All-Stars Battle Royale
- Marco Pagani in Fable III
- Stefano Albertini in Assassin's Creed IV: Black Flag